# Castellet (ort i Spanien)
Castellet är en ort i Spanien.   Den ligger i provinsen Província de Barcelona och regionen Katalonien, i den östra delen av landet, 500 km öster om huvudstaden Madrid. Castellet ligger 114 meter över havet och antalet invånare är 7 713.
Terrängen runt Castellet är platt åt sydväst, men åt nordost är den kuperad. Terrängen runt Castellet sluttar söderut. Runt Castellet är det tätbefolkat, med 397 invånare per kvadratkilometer. Närmaste större samhälle är Vilanova i la Geltrú, 8,8 km sydost om Castellet. Trakten runt Castellet består till största delen av jordbruksmark.